# Atletiekclub Lanaken
Atletiekclub Lanaken (ATLA) is een Belgische atletiekclub uit Lanaken, aangesloten bij de VAL.

## Geschiedenis
In 1942 ontstond de eerste atletiekclub in Lanaken, Lanaken A.C. Deze club heeft echter niet lang bestaan, want in 1947 stopte het al zijn activiteiten. Op dezelfde datum dat Lanaken A.C. zijn ontslag kreeg van de atletiekbond, ontstond een nieuwe Lanakense atletiekclub, A.V. Lanaken. Ook deze heeft niet lang bestaan, want in september 1950 stopte de vereniging haar werking.
Hierna volgde een periode zonder actieve atletiekclub in Lanaken. Rond de jaren zeventig bestond er een onderafdeling van Waterschei AC in Lanaken, maar toch waren er nog steeds atletiekliefhebbers die graag een volmaakte club in hun eigen gemeente wilden. Daarom werd in 1989 Atletiekclub Lanaken opgericht. Deze vzw werd op 31 maart 1990 door de VAL erkend als atletiekvereniging, met stamnummer 449. De club vestigde zich op een geasfalteerde baan rond het B-terrein van voetbalclub Lanaken VV, op domein Pietersheim. In de jaren die volgden kreeg de club een eigen atletiekpiste, bouwde het met enkel vrijwilligers een clubhuis en groeide de club uit tot volwaardige atletiekclub in Limburg.

## Wedstrijden
Atletiekclub Lanaken organiseert jaarlijks meerdere wedstrijden. In de zomer organiseert het verschillende pistemeetings, waaronder de Euregiomeeting en een meeting uit het Limburgse jeugdcriterium OLimPiC. In de winter is er de ATLA veldloop, die deel uitmaakt van het Limburgs Crosscriterium. Zowel in het zomer- als winterseizoen organiseert ATLA regelmatig een Limburgs kampioenschap.
Op de laatste zondag van september organiseert ATLA samen met gemeente Lanaken de jaarlijkse Maasrun, die doorgaat in het centrum van Lanaken.

## Bekende (ex-)atleten
- Alemitu Bekele Aga
- Rik Ceulemans
- Anne Claes
- Kimberley Efonye
- Erik Heggen
- Manuela Soccol
- Babette Vandeput
- Max Vlassak